# Coupe de Slovénie masculine de volley-ball
La Coupe de Slovénie de volley-ball masculin est une compétition qui existe depuis l'indépendance de la Slovénie en 1991. Elle est organisée par la Fédération slovène de volley-ball (Odbojkarska Zveza Slovenije, OZS).

## Palmarès
| Année | Champion                  | Score                                                            | Finaliste            |
| ----- | ------------------------- | ---------------------------------------------------------------- | -------------------- |
| 1992  | Maribor                   |                                                                  |                      |
| 1993  | Salonit Anhovo            |                                                                  |                      |
| 1994  | Maribor                   |                                                                  |                      |
| 1995  | Maribor                   | 3 - 0 (15-11, 15-12, 15-8) 3 - 0 (15-9, 15-9, 15-7)              | Salonit Anhovo       |
| 1996  | Salonit Anhovo            | 3 - 1 (15-9, 15-7, 12-15, 15-6) 3 - 1 (15-12, 11-15, 15-9, 15-2) | Maribor              |
| 1997  | Salonit Anhovo            | 3 - 0 (15-7, 15-11, 15-5) 3 - 0 (15-5, 15-5, 15-12)              | Maribor              |
| 1998  | Fužinar Metal Ravne       | 3 - 0 (15-13, 15-9, 16-14)                                       | Salonit Anhovo       |
| 1999  | Fužinar                   | 3 - 1 (13-15, 15-7, 15-8, 15-12)                                 | Olimpija Ljubljana   |
| 2000  | Salonit Anhovo            | 3 - 2 (25-21, 25-23, 20-25, 20-25, 15-9)                         | Maribor              |
| 2001  | Calcit Kamnik             | 3 - 1 (23-25, 25-22, 25-20, 25-15)                               | Autocommerce Bled    |
| 2002  | Salonit Anhovo            | 3 - 2 (30-28, 18-25, 25-17, 21-25, 15-10)                        | Fužinar              |
| 2003  | Salonit Anhovo            | 3 - 0 (29-27, 25-23, 28-26)                                      | Calcit Kamnik        |
| 2004  | Salonit Anhovo            | 3 - 2 (25-22, 26-28, 25-21, 23-25, 16-14)                        | Calcit Kamnik        |
| 2005  | Autocommerce Bled         | 3 - 0 (27-25, 25-20, 25-17)                                      | Krka Novo Mesto      |
| 2006  | Prevent Gradenje IGM Koce | 3 - 2 (25-21, 18-25, 26-28, 25-22, 23-21)                        | Salonit Anhovo       |
| 2007  | Autocommerce Bled         | 3 - 0 (25-17, 26-24, 25-15)                                      | Salonit Anhovo       |
| 2008  | ACH Volley Bled           | 3 - 0 (25-12, 25-18, 25-23)                                      | Salonit Anhovo       |
| 2009  | ACH Volley Bled           | 3 - 2 (25-22, 21-25, 22-25, 25-21, 16-14)                        | Salonit Anhovo       |
| 2010  | ACH Volley Bled           | 3 - 2 (22-25, 22-25, 25-17, 25-23, 15-12)                        | Salonit Anhovo       |
| 2011  | ACH Volley Bled           | 3 - 0 (25-17, 25-17, 25-20)                                      | Kropa                |
| 2012  | ACH Volley Ljubljana      | 3 - 0 (25-20, 25-29, 25-9)                                       | Calcit Kamnik        |
| 2013  | ACH Volley Ljubljana      | 3 - 0 (27-25, 25-22, 25-23)                                      | Salonit Anhovo       |
| 2014  | Salonit Anhovo            | 3 - 2 (25-19, 22-25, 25-22, 22-25, 15-13)                        | Calcit Kamnik        |
| 2015  | ACH Volley Ljubljana      | 3 - 1 (18-25, 25-20, 25-12, 25-16)                               | Salonit Anhovo       |
| 2016  | Calcit Kamnik             | 3 - 1 (25-23, 20-25, 25-22, 25-16)                               | ACH Volley Ljubljana |
| 2017  | Calcit Kamnik             | 3 - 2 (18-25, 18-25, 25-17, 25-18, 15-13)                        | ACH Volley Ljubljana |
| 2018  | 'ACH Volley Ljubljana     | 3 - 1 (26-24, 25-19, 20-25, 25-18)                               | Calcit Kamnik        |